# Metrodora colombiae
Metrodora colombiae är en insektsart som beskrevs av Günther, K. 1939. Metrodora colombiae ingår i släktet Metrodora och familjen torngräshoppor. Inga underarter finns listade i Catalogue of Life.